# Giorgi Gavasheli
Giorgi Gavasheli (in georgiano გიორგი გავაშელი?, in russo Георгий Григорьевич Гавашели?, Georgij Grigor'evič Gavašeli; Gagra, 13 febbraio 1947 – Urengoj, 25 dicembre 1997) è stato un calciatore sovietico, di ruolo centrocampista.

## Palmarès

### Individuale
- Capocannoniere della Vysšaja Liga: 3

1968 (22 gol)